# Nocera Umbra
Nocera Umbra település Olaszországban, Umbria régióban, Perugia megyében. Lakosainak száma 5511 fő (2023. január 1.). Nocera Umbra Assisi, Fabriano, Fiuminata, Foligno, Gualdo Tadino, Serravalle di Chienti, Valfabbrica és Valtopina községekkel határos.

## Népesség
A település lakossága az elmúlt években az alábbi módon változott:
| Lakosok száma | 5776 | 5711 | 5511 |
|               | 2017 | 2018 | 2023 |